# Leysse
La Leysse è un corso d'acqua che scorre attraverso il dipartimento francese della Savoia.

## Percorso
Nasce nel massiccio dei Bauges, nel comune di Les Déserts, sul Col de Plainpalais, a 1.176 m di altitudine, e lo abbandona nel comune di Saint-Alban-Leysse. Attraversa poi la città di Chambéry da sud a nord e sfocia nel lago del Bourget, nel comune di Le Bourget-du-Lac, a ovest dell'aeroporto di Chambéry-Aix-les-Bains.